# Depresión de Ronda
La depresión de Ronda es una meseta enclavada en la cordillera Penibética, en la comunidad autónoma de Andalucía, España.
Se trata de una planicie situada entre los 700 y los 1000 m s. n. m. de altitud donde predominan los materiales sedimentarios como areniscas, arcillas y conglomerados. Está rodeada por varios macizos de la Serranía de Ronda y forma el nexo de unión del valle del Guadalteba que se abre al norte, el valle del Guadiaro, al sudoeste y el valle del Genal, al sudeste. El relieve es llano atravesado por cañones conocidos popularmente como tajos.
Los ríos principales son el Guadalevín y el Guadalcobacín, que en su confluencia forman el Guadiaro.

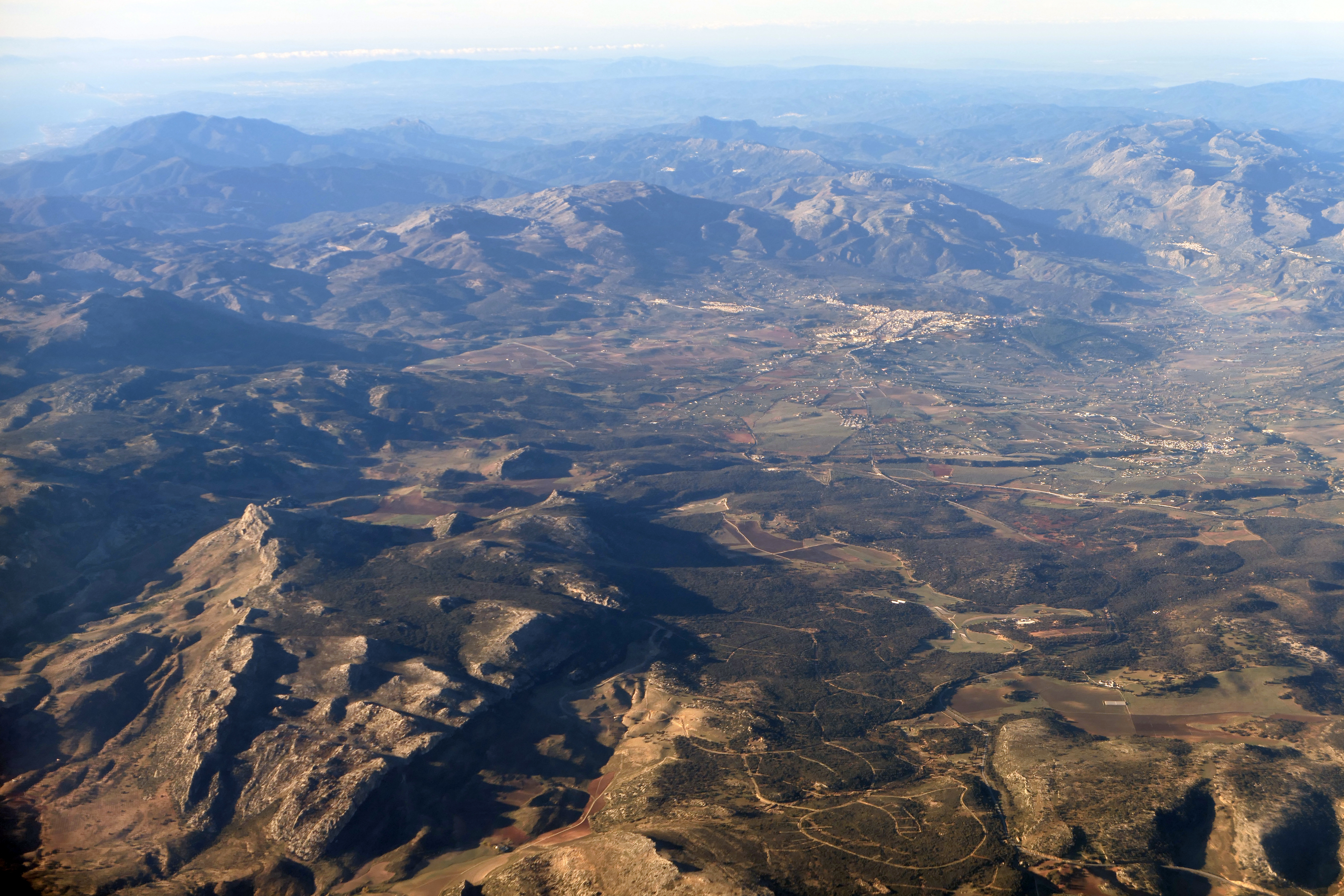
Vista aérea

El clima predominante es de tipo mediterráneo con fuertes matices de continentalidad; inviernos fríos y veranos calurosos.
La vegetación está formada por encinares y alcornocales con presencia de quejigos en las zonas más húmedas. La intervención humana ha provocado su adehesamiento, con tierras de labor, olivares, pastos y zonas urbanizadas. En las riberas de los ríos se desarrolla un bosque en galería de olmos, álamos, chopos y mimbres. La presión ganadera ha provocado la degradación del encinar hacia matorrales como tomillo, romero y esparto entre otras.